# Poțiune

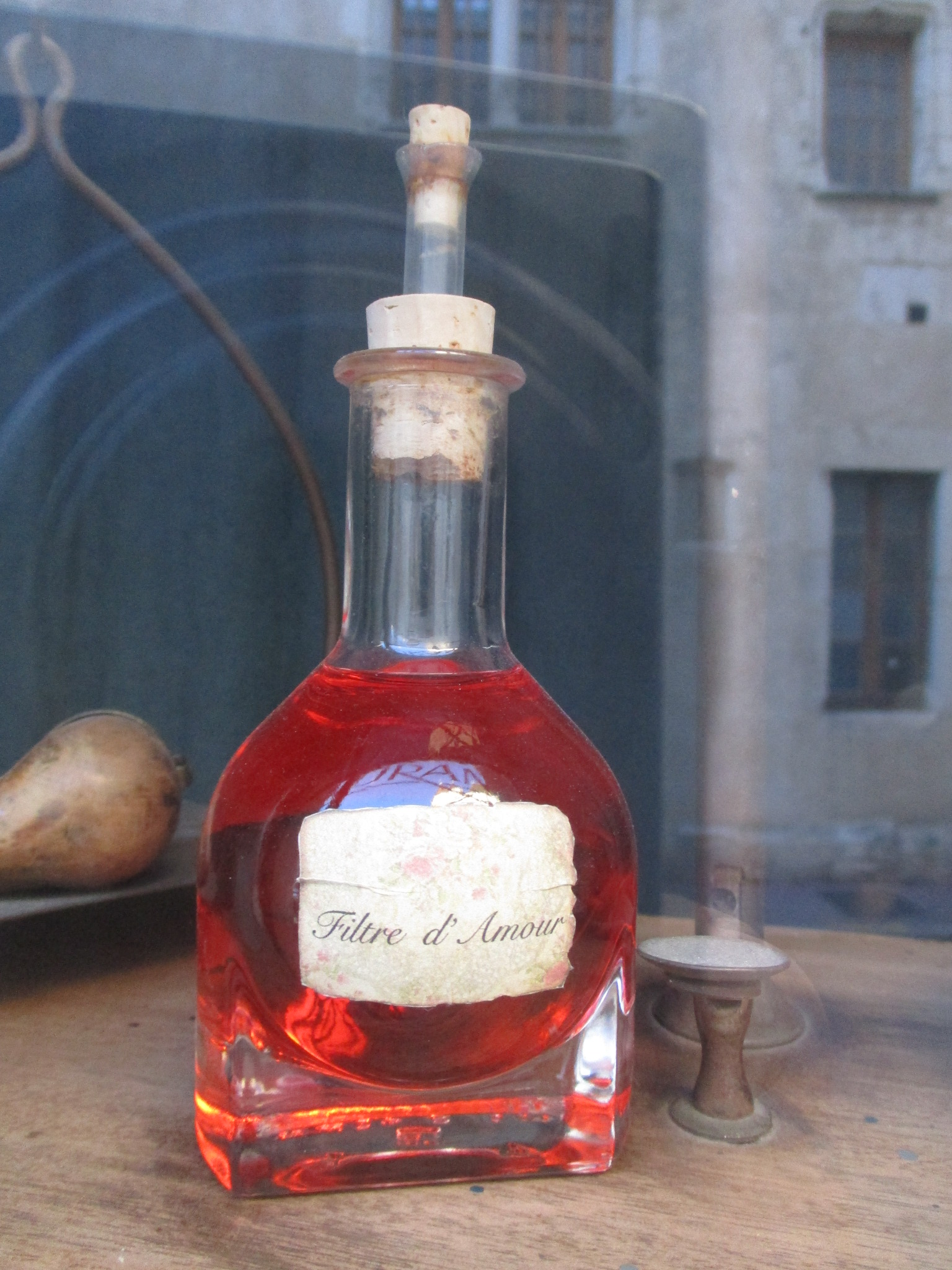
O sticlă de lichid colorat etichetată ca o poțiune de dragoste

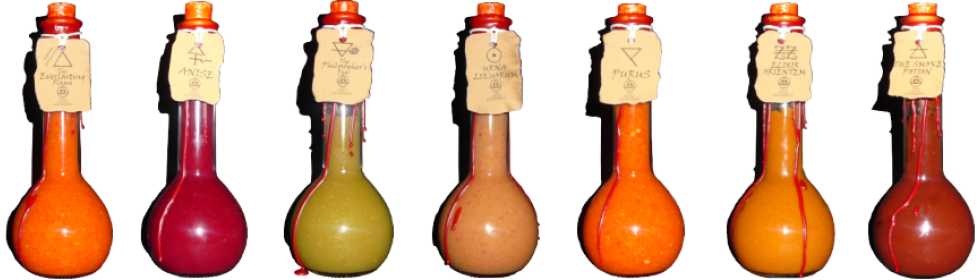
O colecție de fiole etichetate ca poțiuni

O poțiune (din limba latină potio, însemnând „băutură”) este un lichid „care conține medicamente, otravă sau ceva care se presupune că are puteri magice”. Derivă din cuvântul latin potus care se referă la o băutură sau la „a bea”. Termenul de filtru este folosit, adesea în mod specific pentru o poțiune de dragoste, o poțiune care ar trebui să creeze sentimente de dragoste sau atracție în cel care o bea. De-a lungul istoriei au existat mai multe tipuri de poțiuni pentru nenumărate scopuri. Motivele pentru care se luau poțiuni variau de la vindecarea unei boli, la asigurarea nemuririi și până la încercarea de a induce dragostea. Aceste poțiuni, deși adesea ineficiente sau otrăvitoare, aveau ocazional un anumit grad de succes medicinal, în funcție de ceea ce se dorea să vindece și de tipul și cantitatea de ingrediente folosite. Printre ingredientele populare folosite în poțiuni de-a lungul istoriei se numără musca spaniolă, solanaceele, canabisul și opiul.
În Europa, din secolul al XVII-lea până în secolul al XIX-lea, era un lucru obișnuit să vezi vânzători ambulanți oferind poțiuni pentru diverse afecțiuni, de la frângerea inimii la ciumă, dar fenomenul a fost în cele din urmă interzis, fiind considerat o formă de șarlatanie. Prostituatele, curtezanele, vrăjitorii și moașele reprezentau, de asemenea, câteva ocupații cunoscute pentru distribuirea de poțiuni.

## Etimologie
Cuvântul poțiune își are originile în cuvântul latin potus, un participiu trecut neregulat al lui potare care însemna „a bea”. Acesta a evoluat la cuvântul potionem (nominativ potio ) însemnând fie „o poțiune, o băutură”, fie o „poțiune otrăvitoare, poțiune magică.”  În greaca veche, cuvântul atât pentru medicamente, cât și pentru poțiuni era „pharmaka” sau „pharmakon”.  În secolul al XII-lea, francezii aveau cuvântul pocion însemnând „poțiune, băutură, medicament”. Până în secolul al XIII-lea, acest cuvânt a devenit pocioun însemnând „băutură medicinală, doză de medicament lichid sau otravă”.
Cuvântul poțiune poate proveni și din cuvintele spaniole pocion care înseamnă „poțiune” și ponzoña care înseamnă „otravă”. Italienii aveau și ei un cuvânt, pozione, care înseamnă „poțiune”, și, în același timp, otravă. La începutul secolului al XV-lea, în Italia, poțiunea a început să fie cunoscută în mod special ca o băutură magică sau fermecată. 

## Administratorii de poțiuni
Practica administrării de poțiuni a avut o lungă istorie de ilegalitate. În ciuda acestor legi, de-a lungul istoriei au existat mai mulți administratori diferiți de poțiuni. 

### Șarlatani

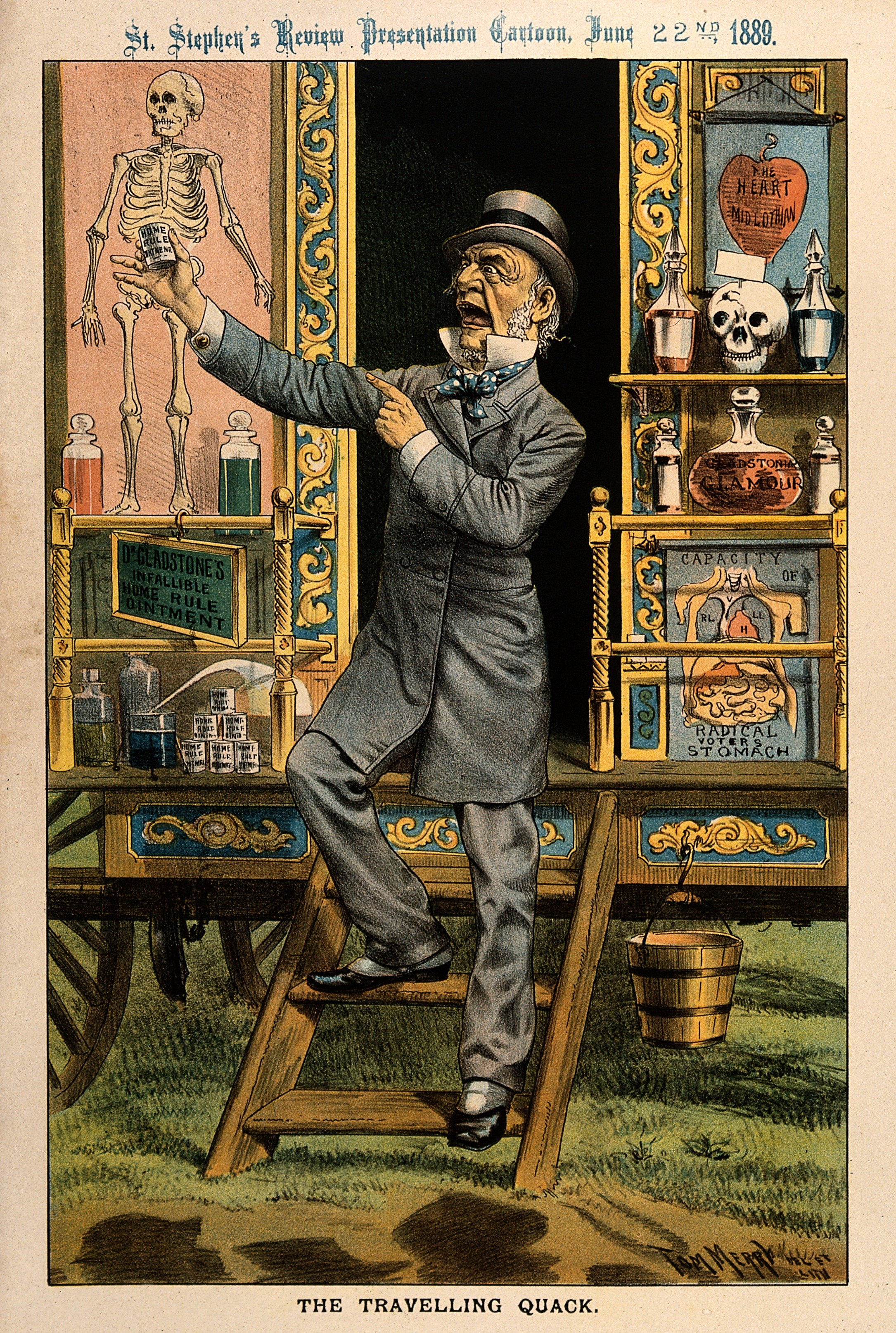
Un medic șarlatan care vinde poțiuni din caravana sa din Irlanda secolului al XIX-lea

Escrocii sau șarlatanii se referă la oameni care vând „metode medicale care nu funcționează și au drept scop doar să facă bani”.  În Europa, în secolul al XV-lea, era obișnuit să vezi vânzători ambulanți la distanță, care vindeau elixire și poțiuni vindecătoare presupuse magice.  În timpul Marii Ciume a Londrei din secolul al XVII-lea, șarlatanii au vândut multe poțiuni false promițând fie remedii, fie imunitate.  Deoarece pastilele păreau mai puțin demne de încredere pentru public, poțiunile erau adesea cele mai vândute de șarlatani.  Aceste poțiuni includeau deseori ingrediente bizare, cum ar fi aranjamente florale și fumul lemnelor parfumate.  Vilbert, un șarlatan din Wessex, era cunoscut pentru că vindea poțiuni de dragoste făcute din inimi de porumbei.  Până în secolul al XVIII-lea, în Anglia, era ceva obișnuit ca gospodăriile din clasa de mijloc să dețină poțiuni care pretindeau că pot rezolva o varietate de afecțiuni. Șarlatanismul a atins apogeul în secolul al XIX-lea. 

### Farmaciști
În Marea Britanie din secolele al XVIII-lea și al XIX-lea, farmaciile sau apotecile erau adesea o opțiune mai ieftină și mai accesibilă decât doctorii pentru tratamentul medical.  Poțiunile pentru boli distribuite de chimiști erau adesea derivate din ierburi și plante și se bazau pe vechi credințe și remedii. 
Înainte de Actul farmaceutic din 1868, oricine putea deveni farmacist sau chimist. Deoarece practica nu era reglementată, poțiunile erau adesea făcute de la zero. 
Poțiunile au fost folosite și pentru a vindeca bolile la animale. O poțiune găsită într-o carte de rețete a farmacistului din secolul al XIX-lea ce conținea cretă, rodie și opiu, urma să fie folosită pentru „miei de aproximativ 7 ani”. 

### Rolul femeilor în distribuirea poțiunilor

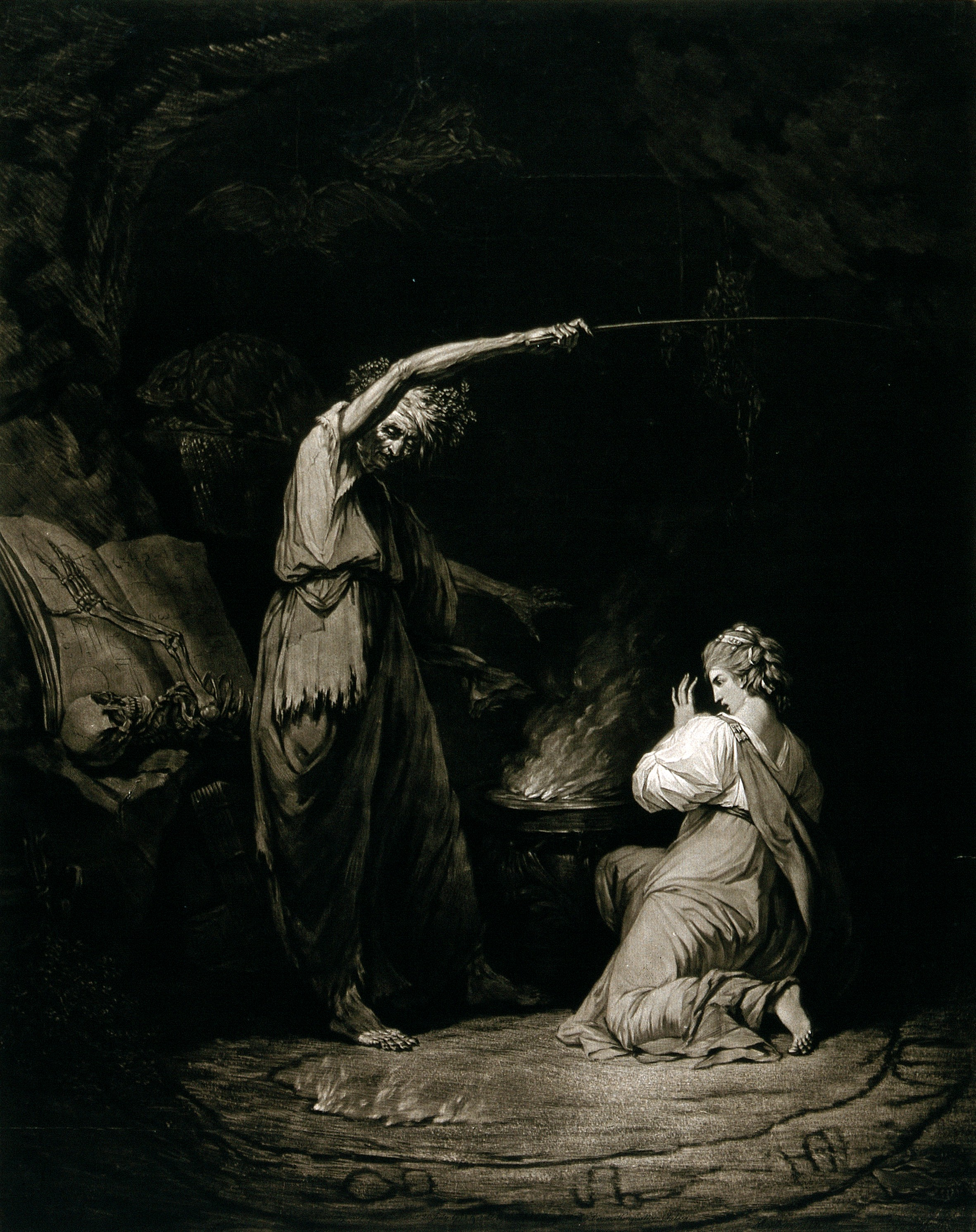
1773 - pictură cu o vrăjitoare recitând o vrajă peste un cazan

În secolele XII-XV a existat o ierarhie strictă în comunitatea medicală din Europa. Medicii bărbați au fost cei mai respectați și plătiți, urmați de femeile apotecare, bărbieri-chirurgi și chirurgi.  Femeile erau adesea principala modalitate prin care persoanele care nu își permiteau doctori sau apotecari puteau obține tratament medical. Poțiunile erau un tratament comun de casă făcut de femei, pe lângă ceaiuri sau supe calmante. Atunci când nu puteau să se adreseze unei femei din casă, oamenii moderni timpurii mergeau adesea la femeile înțelepte din satul lor. Femeile înțelepte (care erau adesea presupuse vrăjitoare) aveau cunoștințe în domeniul sănătății  și puteau administra poțiuni, loțiuni sau unguente pe lângă rostirea de rugăciuni sau incantații. Acestea erau adesea gratuite sau mult mai ieftine decât poțiunile de la farmacie. 
Locurile de muncă limitate pe care le aveau la dispoziție femeile în Europa în secolele XVII-XVIII implicau adesea cunoașterea unor poțiuni, ca o modalitate suplimentară de a obține un venit financiar.  Slujbele care implicau adesea vânzarea de poțiuni de dragoste includeau prostituate, curtezane, vrăjitori și moașe.  Aceste practici au variat în funcție de regiune. La Roma, până în perioada războaielor civile, singurii medici erau vânzătorii de droguri, vrăjitorii și moașele.  În Grecia, curtezanele pensionate creau adesea poțiuni și lucrau ca moașe.  Se aștepta deseori ca prostituatele din Europa să fie experte în magie și să administreze poțiuni de dragoste. 

### Autoadministrare
În Evul Mediu și în perioada modernă timpurie, utilizarea poțiunilor pentru a induce sterilitatea și avortul a fost practicată pe scară largă în Europa. Majoritatea poțiunilor abortive au fost făcute folosind ierburi emenagoge (ierburi folosite pentru a stimula menstruația) care au fost menite să provoace o menstruație și să pună capăt unei sarcini. În plus, poțiunile abortive pot fi preparate și prin infuzia unei ierburi sau a unui copac. Salcia era un ingredient comun în aceste poțiuni, deoarece se spunea că provoacă sterilitate.  Mai multe texte importante din literatura teologică și juridică a vremii au condamnat această practică, inclusiv legea vizigoților și Biserica. 
Multe poțiuni pe bază de plante care conțineau emenagogi nu aveau abortive (substanțe care induc avortul) și erau folosite în schimb pentru a vindeca amenoreea (lipsa menstruației). Există mai multe tipuri diferite de literatură în tradiția umorală care propun utilizarea poțiunilor sau supozitoarelor din plante pentru a provoca menstruația. 

## Creatori faimoși de poțiuni

### Giulia Tofana și Gironima Spana
Giulia Tofana (1581-1651) a fost o otrăvitoare italiană, cunoscută drept inventatoarea celebrei otravă Aqua Tofana . Născută în Sicilia, ea a inventat și a început să vândă otrava la Palermo, în Sicilia.  Ulterior, s-a stabilit la Roma, unde a continuat afacerea, specializându-se în vânzarea de produse pentru femeile aflate în căsnicii abuzive care doreau să devină văduve.  Ea a murit în pace în 1651 și a lăsat afacerea fiicei sale vitrege, Gironima Spana, care a extins-o până la o afacere substanțială în anii 1650. Organizația a fost dezvăluită în 1659 și a dus la celebra Procuratura Spana, care a devenit subiect de mitologizare senzațională timp de secole. 

### Paula de Eguiluz
Paula de Eguiluz⁠(d) s-a născut în sclavie în Santo Domingo, Republica Dominicană, în secolul al XVII-lea. În zona în care a trăit, bolile au devastat satele și marile orașe. Paula de Eguiluz a decis să cerceteze și să-și găsească propriile remedii pentru aceste maladii. Din acest motiv, este foarte cunoscută pentru implicarea sa în domeniul sănătății și al vindecării.
Odată ce practica ei de vindecare și îngrijire a sănătății a luat amploare, a început să vândă clienților poțiuni și seruri. Afacerea lui Paula de Eguiluz a atras un public și, încet-încet, i-a adus câteva probleme.
Ca urmare a realizărilor de vindecare ale Paulei, aceasta a fost arestată de aproximativ 3 ori. În timpul acestor inchiziții, ea a fost forțată să spună juriului că a făcut vrăjitorie. Ca răspuns la aceste mărturisiri false, ea a fost închisă și biciuită de mai multe ori.

### Catherine Monvoisin
Catherine Monvoisin⁠(d), cunoscută de unii drept La Voisin, s-a născut în anul 1640 în Franța.

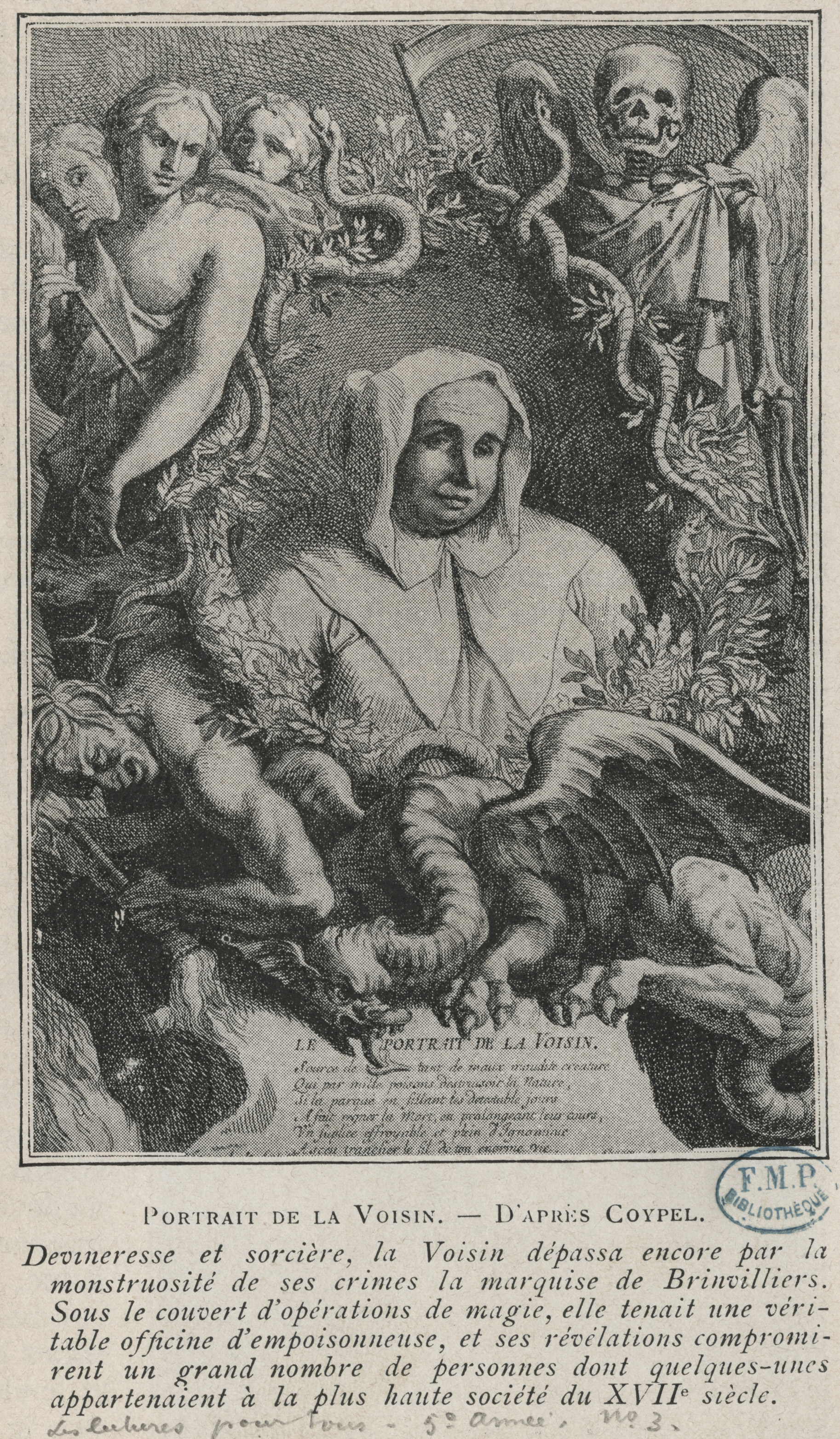
Gravura portret contemporană a vrăjitoarei și otrăvitoarei din secolul al XVII-lea Catherine Monvoison „La Voisin” - Guillaume Chasteau după Antoine Coypel

Catherine Monvoisin s-a căsătorit cu Antoine Monvoisin, care era bijutier la Paris. Afacerile lui s-au prăbușit și Catherine a trebuit să-și găsească de lucru pentru ca ea și familia ei să supraviețuiască. Își folosea abilitățile pentru a câștiga bani prin talentul ei de a citi oamenii cu foarte mare acuratețe alături de chiromanție.
La Voisin citea horoscoapele oamenilor și făcea avorturi, dar vindea și poțiuni și otrăvuri clienților ei. Munca ei a devenit rapid cunoscută în toată Franța și oamenii au devină rapid clienții ei. În jurul anului 1665, ghicitul ei a fost pus sub semnul întrebării de Ordinul Sfântului Vincențiu de Paul, dar ea a respins rapid acuzațiile de vrăjitorie.
Catherine începea apoi să facă poțiuni, fie că erau pentru dragoste, crimă sau viața de zi cu zi. Poțiunea ei de dragoste era compusă din oase, dinți de cârtiță, sânge uman, gândaci de muște spaniole și chiar mici cantități de rămășițe umane. Predecesorul ei și influența majoră a fost Giulia Tofana .
La 12 martie 1679, Catherine a fost arestată la Notre-Dame Bonne-Nouvelle din cauza unei serii de incidente care o implicau pe ea și poțiunile sale. Ea și-a mărturisit crimele și a spus autorităților majoritatea lucrurilor pe care trebuiau să le știe despre persoanele pe care le-a ucis cu bună știință.
La 22 februarie 1680, La Voisin a fost condamnată la moarte publică în care urma să fie arsă ca rug pentru vrăjitorie.

### Jacqueline Felicie
Jacqueline Felice de Almania⁠(d) a fost judecată în Italia în 1322 pentru practicarea fără licență a medicinei. Ea a fost acuzată că a făcut o muncă de medic pe care o învăță bărbații și că a acceptat un onorariu.  Această muncă presupunea „examinarea urinei după aspectul ei fizic; atingerea corpului; și prescrierea de poțiuni, digestive și laxative.”  Opt martori au depus mărturie despre experiența și înțelepciunea ei medicală. Cu toate acestea, deoarece nu a urmat o facultate, cunoștințele ei au fost respinse. Jacqueline Felice a fost apoi găsită vinovată, amendată și excomunicată din biserică. 

## Tipuri populare de poțiuni
Emoțiile cum ar fi furia, frica și tristețea sunt universale  și, ca atare, poțiuni au fost create de-a lungul istoriei și culturilor ca răspuns la aceste emoții umane. 

### Poțiunea iubirii

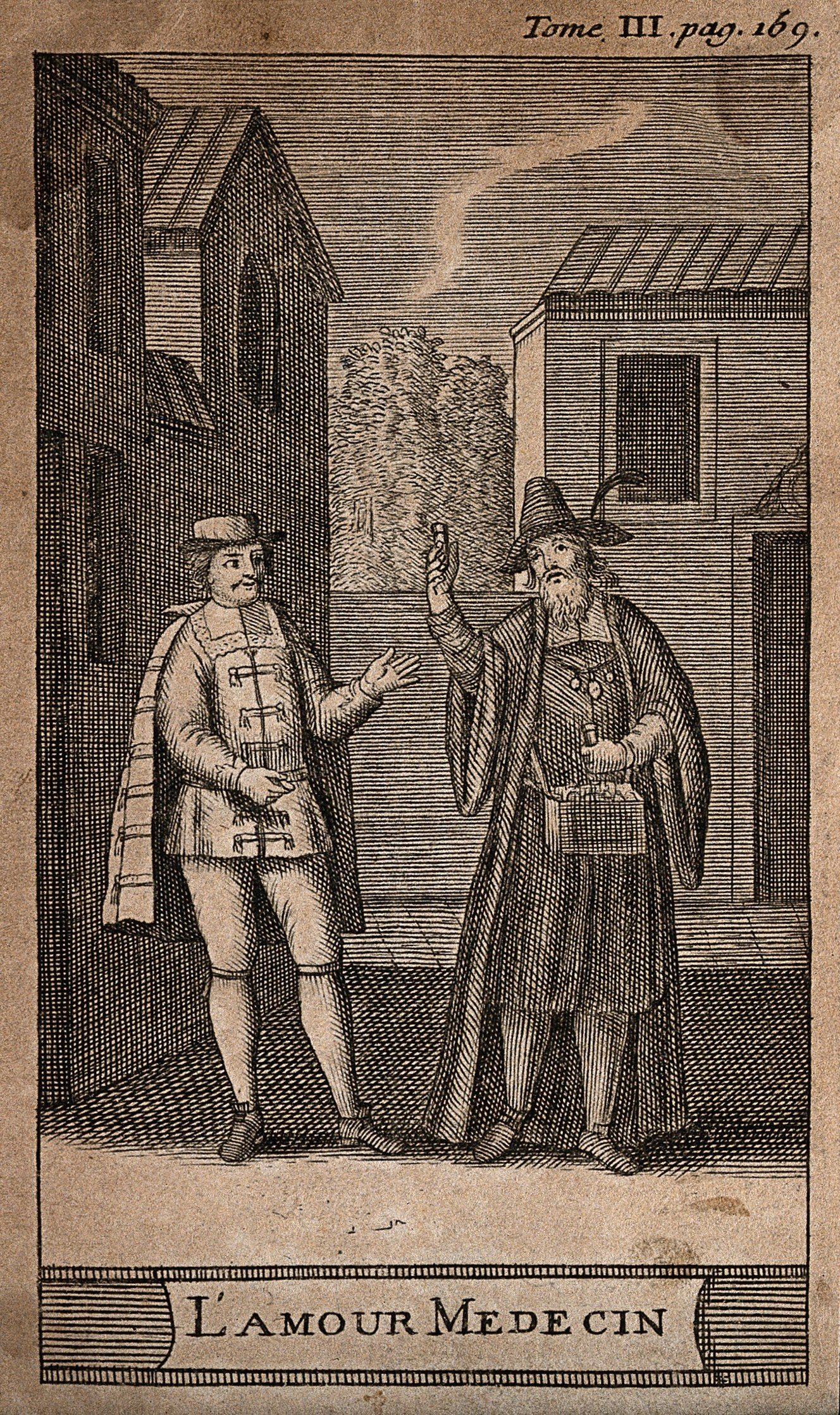
Un tânăr cumpără de la un vânzător stradal de medicamente o poțiune pentru a induce dragostea

Poțiunile de dragoste au fost folosite de-a lungul istoriei și a culturilor.  Scandinavii au folosit adesea filtre de dragoste, lucru care este documentat în poemul nordic The Lay of Gudrun⁠(d) . 
În Cartagena secolului al XVII-lea, vindecătorii afro-mexicani ( curanderos/as - vraci ) și alți vindecători indigeni puteau obține un venit și un statut din vânzarea de vrăji și poțiuni de dragoste femeilor care încercau să obțină bărbați și stabilitate financiară. Aceste poțiuni de dragoste au fost vândute femeilor din toate clasele sociale, care deseori doreau să dobândească putere sexuală. 

### Poțiune restauratoare

#### Confectio Alchermes
La începutul secolului al IX-lea, medicul arab Yuhanna ̄ Ibn Masawaih a folosit colorantul Kermes⁠(d) pentru a crea o poțiune numită Confectio Alchermes. Poțiunea era „destinată califului și curții sale și nu oamenilor de rând”.  Poțiunea era menită să vindece palpitațile inimii, să redea puterea și să vindece nebunia și depresia. 
În timpul Renașterii în Europa, Confectio Alchermes a fost utilizat pe scară largă. Rețetele pentru poțiune au apărut în lucrarea popularului farmacist englez Nicholas Culpeper și în manualele oficiale de farmacopee din Londra și Amsterdam. Ambasadorul francez al Reginei Elisabeta a fost însuși tratat cu acest remediu; cu toate acestea, rețeta a fost modificată pentru a include un „corn de unicorn” (posibil un colț de narval măcinat) în plus față de ingredientele tradiționale.  Ingredientele pentru poțiune au inclus în principal chihlimbar, scorțișoară, aloe, foiță de aur, mosc, lapis lazuli pulverizat și perle albe. 

#### Poțiunea Sfântului Pavel
Poțiunea St. Paul a fost menită să vindece epilepsia, catalepsia și problemele stomacale. Multe ingrediente folosite în poțiune aveau valoare medicinală. Potrivit lui Toni Mount, lista de ingrediente includea „lemn dulce, salvie, salcie, trandafiri, fenicul, scorțișoară, ghimbir, cuișoare, sânge de cormoran, mandragoră, sânge de dragon și trei feluri de ardei”. 
Multe dintre aceste ingrediente au încă valoare medicinală în secolul al XXI-lea. Lemnul dulce poate fi folosit pentru a trata tusea și bronșita. Salvia poate ajuta la memorie și poate îmbunătăți fluxul de sânge către creier. Salcia conține acid salicilic, care este o componentă a aspirinei. Feniculul, scorțișoara și ghimbirul sunt toate carminative, ce ajută la ameliorarea gazelor din intestine. Sângele cormoranului adaugă fier pentru a trata anemia. Dacă este folosită în doze mici, mandragora este un somnifer bun (deși în doze mari mandragora poate fi otrăvitoare. ) Sângele dragonului se referă la rășina roșie aprinsă a copacului Dracaena draco . Potrivit lui Toni Mount, „are proprietăți antiseptice, antibiotice, antivirale și de vindecare a rănilor și este încă folosit în unele părți ale lumii pentru a trata dizenteria”. 

### Poțiune de nemurire
De-a lungul istoriei, obținerea unei poțiuni de imortalitate a fost o preocupare comună a alchimiștilor.  Elixirul vieții este o poțiune celebră care urmărea să creeze tinerețea eternă. În timpul dinastiilor chinezești, acest elixir al vieții a fost adesea recreat și băut de împărați, nobili și oficiali. În India există un mit al poțiunii amrita, o băutură a nemuririi făcută din nectar.

### Poțiuni halucinogene

#### Ayahuasca
Ayahuasca este o poțiune halucinogenă pe bază de plante, folosită în multe părți ale lumii. A fost creat pentru prima dată de indigenii sud-americani din bazinul Amazonului ca medicament spiritual.  Poțiunea era adesea administrată de un șaman în timpul unei ceremonii. Poțiunea conține tulpinile fierte ale viței de vie de ayahuasca și frunzele plantei chacruna . Chacruna conține dimetiltriptamina (cunoscută și ca DMT), un medicament psihedelic. Poțiunea îi făcea pe consumatori să vomite sau să " se purifice" și le provoca halucinații. 

## Folclor
Poțiunile sau amestecurile sunt uzuale în multe dintre mitologiile locale. În special, referirile la poțiunile de dragoste sunt comune în multe culturi.  Vrăjitoarele Yusufzai, de exemplu, ar îmbăia un lucrător în piele recent decedat și ar vinde apa celor care caută un partener de sex masculin; se spune că această practică există într-o variantă modificată în timpurile moderne. 

## Poțiuni celebre în literatură

Poțiunea iubirii de Evelyn De Morgan.

Poțiunile au jucat un rol critic în multe lucrări din literatură. Shakespeare a scris poțiuni în multe dintre piesele sale, inclusiv o poțiune de dragoste în Visul unei nopți de vară, otravă în Hamlet, iar în Romeo și Julieta, Julieta ia o poțiune pentru a-și simula moartea. 
În seria Harry Potter, poțiunile joacă, de asemenea, un rol principal. Elevii sunt obligați să participe la cursuri de poțiuni, iar cunoștințele despre poțiuni devin adesea un factor pentru multe dintre personaje.
În basmul „ Mica Sirenă ” de Hans Christian Andersen, Mica Sirenă dorește să devină om și să aibă un suflet nemuritor. O vizitează pe Vrăjitoarea Mării care îi vinde o poțiune, în schimbul căreia îi taie limba Micii Sirene. Vrăjitoarea mării prepară poțiunea folosind sânge pe care îl ia tăindu-și propriul piept. Ea o avertizează pe Mica Sirenă că se va simți ca și cum ar fi fost tăiată cu o sabie când înotătoarea ei se va transformă în picioare, că nu va mai putea deveni niciodată sirenă și riscă să se transforme în spumă de mare și să nu aibă un suflet nemuritor dacă nu reușește să câștiga dragostea Prințului. Mica Sirenă decide să ia poțiunea care o transformă cu succes într-un om, astfel încât să poată încerca să câștige dragostea prințului, precum și un suflet nemuritor. 
În romanul The Strange Case of Dr. Jekyll and Mr. Hyde de Robert Louis Stevenson, Dr. Henry Jekyll creează o poțiune care îl transformă într-o versiune malefica a lui, numită Edward Hyde. Dr. Jekyll nu explică cum a creat această poțiune pentru că a simțit că „descoperirile sale au fost incomplete”, el precizează doar că este nevoie de o "sare specială".   

## Ingrediente populare folosite în poțiuni

### Plante solanacee
În secolul al XI-lea, plantele aparținând familiei solanaceelor erau adesea folosite ca ingrediente în poțiuni - afrodisiace sau de altă natură - și unguente zburătoare ale vrăjitoarelor. Nuanțele specifice folosite în astfel de preparate erau de obicei specii care conțineau alcaloizi tropanici aparținând triburilor din Lumea Veche Hyoscyameae și Mandragoreae .  Aceste poțiuni erau cunoscute sub numele de pharmaka diabolika („medicamente diabolice”). 

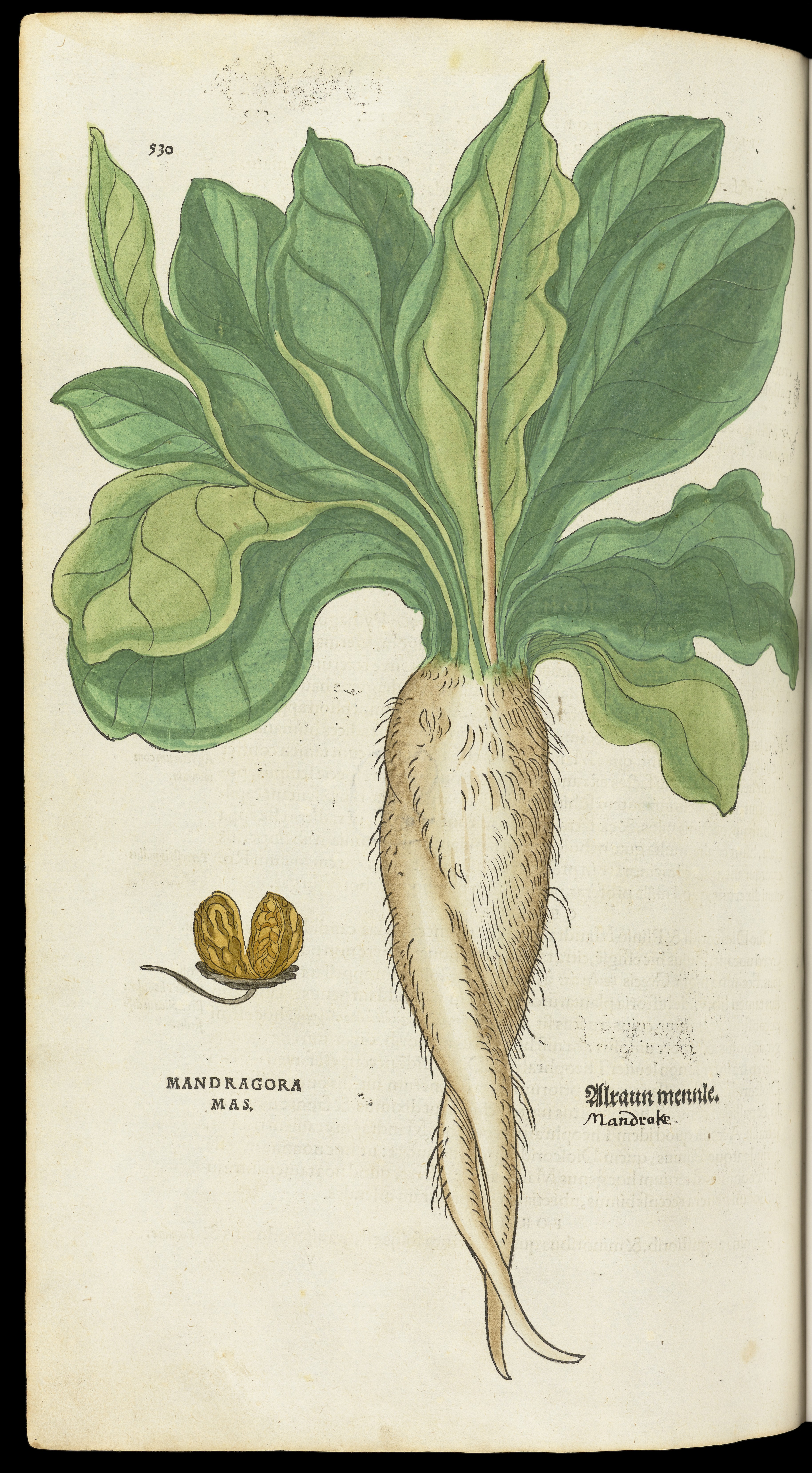
Ilustrație a unei plante de mandragoră

Rădăcina de Mandragora officinarum, celebra mandragoră, despre care legenda spune că începe să țipe atunci când este smulsă, era adesea folosită pentru a prepara poțiuni de dormit, deși se putea dovedi otrăvitoare în cantități excesive, din cauza conținutului său de alcaloizi tropanici.  M. officinarum este originară din regiunea mediteraneană. Administrată în doze mici rădăcina de mandragoră a fost folosită în medicina populară ca analgezic, afrodisiac și remediu pentru infertilitate. Dozele mai mari acționează ca un enteogen al clasei delirante, având potențialul de a provoca confuzie profundă și disforie caracterizată prin halucinații realiste cu caracter neplăcut. Autorii clasici și renascentiști au lăsat anumite mărturii despre utilizarea plantei de către vrăjitoare în prepararea unor poțiuni care aveau diferite scopuri: să stârnească dragostea, să provoace nebunie sau chiar să ucidă. Scopolamina, un alcaloid toxic, delirant prezent în (și numit după) Scopolia carniolica și prezent și în Mandragora, Hyoscyamus și alte Solanaceae, a fost folosit de infamul Dr. Crippen pentru a-și ucide soția. 

### Musca spaniolă
În Grecia Antică, musca spaniolă (cunoscută și sub numele de cantaride) era zdrobită cu ierburi și folosită în poțiuni de dragoste. Se credea că este eficientă datorită căldurii corporale care rezultă din ingerarea ei. Cu toate acestea, acesta a fost de fapt un rezultat al inflamației cauzate de toxinele din țesuturile gândacului. Ferdinand al II-lea de Aragon a băut multe poțiuni și elixire ce conțineau musca spaniolă. 

### Coșenila
Coșenila, un alt tip de colorant, a înlocuit kermesul ca ingredient în Confectio Alchermes în secolele al XVII-lea și al XVIII-lea. Coșenila a fost, de asemenea, foarte folosită ca ingredient în poțiuni pentru icter . Poțiunile pentru icter erau un amestec de coșenilă, cremă de tartru și săpun venețian, iar pacienților le era indicat să le ia de trei ori pe zi. 

### Canabis și opiu
Opiul și canabisul au fost folosite în poțiuni de-a lungul istoriei omenirii.  Poțiunile care conțineau canabis și/sau opiu au fost deosebit de populare în Arabia, Persia și India musulmană după sosirea drogurilor în jurul secolului al IX-lea.  Canabisul și opiul erau un ingredient comun folosit în poțiuni și tincturi vândute de farmacii în Europa secolului al XIX-lea, deoarece ingredientele îi făceau pe pacienți să se simtă mai bine, iar natura dependentă a medicamentului făcea ca acesta să se vândă bine.  Nepenthes pharmakon este un tip celebru de poțiune magică înregistrată în Odiseea lui Homer, menită să vindece durerea. Pharmakon era cuvântul pentru medicină în greaca veche. Poțiunea a fost recreată în secolul al XVIII-lea și conține atât planta nepenthe, cât și opiu.